# تكامل ريمان

التمثيل الهندسي لتكامل الدالة f.

في التحليل الحقيقي، تكامل ريمان هو طريقة بسيطة إلى حد ما لتحديد التكامل على فترة معينة لدالة حقيقية محاطة ومتصلة. من حيث المفهوم الهندسي، هذا التكامل يتمثل أساسا في مساحة المجال عند الرسم البياني للدالة.
الإجراءات العامة المستخدمة في تعريف تكامل ريمان هي مقاربات مجموعة من الدوال الأخرى، وبالتالي فإن تعريف تلك المساحة تحت المنحنى يكون سهلا.
الدوال (المعرفة على فترات) والتي يكون فيها هذا التعريف ممكنا (مُحققا) تسمى دوال متكاملة في منحى ريمان، وعادة ما تكون دوال متصلة في المجال R أو متصلة في مجال معين.

## تعريف

### تكامل دالة في جزء معين

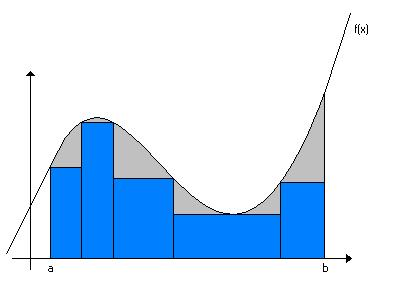
رسم بياني لتكامل دالة في جزء معين، حيث تظهر المساحة تحت المنحنى رفقة مساحة أخرى للمستطيلات

من أجل دالة معرفة بـ {\displaystyle \chi _{[c,d]}} على المجال [c, d] (بحيث a ≤ c ≤ d ≤ b):
المساحة تحت منحنى هذه الدالة تساوي مساحة المستطيل ذو القاعدة [c, d] والطول 1.
إذن التكامل في هذه الحالة يصبح:
{\displaystyle \int (a_{1}f_{1}+a_{2}f_{2}+\dots +a_{n}f_{n})=a_{1}\int f_{1}+a_{2}\int f_{2}+\dots +a_{n}\int f_{n}}
من خلال ما سبق، يُمكن استنتاج أن هذا التعريف هو تعريف ثابت، هذا يعني أنه صالح لكل الدوال المتكاملة في مجال أو جزء معين.

### التكامل العلوي والسفلي
لكي تكون دالة معينة تزايدية، يجب أن يتحقق الشرط التالي:
وهذا يعني أن:
ومنه:
العلاقة التالية صحيحة لكل ψ  معرفة على مجال معين، ومنه فإن:
هذا الحد الأدنى والذي هو مجموع القيم التزايدية للدالة f يسمى «التكامل الأعلى للدالة f».
التكامل الأدنى للدالة f دائما ما يكون أكبر من التكامل الأعلى، لكنه قد يساويه في بعض الحالات، فمثلا هذه التكاملات تكون متساوية في –∞ و +∞ إذا كانت الدالة f غير مكبورة وغير مصغورة.
تعريف — إذا كانت الدالة f معرفة على فترة معينة، وكان مشتقها الأكبر ومشتقها الأصغر متساويان فإن هذه الدالة متكاملة (في منحى ريمان)، وتُسمى قيمة التساوي هذه بتكامل ريمان للدالة f